# Saphan Sung
Saphan Sung (thailändisch สะพานสูง, Hohe Brücke) ist einer der 50 Khet (Bezirke) in Bangkok, der Hauptstadt von Thailand.

## Geographie
Die benachbarten Bezirke sind im Uhrzeigersinn von Norden aus: Khan Na Yao, Min Buri, Lat Krabang, Prawet, Suan Luang, Bang Kapi und Bueng Kum.

## Geschichte
Saphan Sung gehörte ursprünglich zum Bezirk Bueng Kum. Nach einer Verfügung der Verwaltung vom 14. Oktober 1997 wurde er zusammen mit Khan Na Yao von Bueng Kum abgetrennt. Die Verfügung trat am 21. November 1998 in Kraft, seitdem ist Saphan Sung ein eigener Khet.
Saphan Sung bedeutet Hohe Brücke, welche sich auf das Aussehen der Khlong-Brücken bezieht, als der Transport mit Booten über die Kanäle Thailands noch die einzige Möglichkeit bot, Waren von einem Ort zum anderen zu transportieren. Diese Brücken wurden auch „Saphan Chang“ (Elefanten-Brücken) genannt, weil sie erstens so aussahen wie der gewölbte Rücken eines Arbeits-Elefanten, zweitens mussten diese Brücken stark genug sein, um das Gewicht eines ausgewachsenen Elefanten tragen zu können (siehe Weblinks).

## Sehenswürdigkeiten
- Wat Latbuakhao

## Verwaltung
Der Bezirk hat nur einen Unterbezirk (Khwaeng):
| Nr. | Name Khwaeng | Thai    | Einw.  |
| --- | ------------ | ------- | ------ |
| 1.  | Saphan Sung  | สะพานสูง | 91.358 |

## Gemeinderat
Der Gemeinderat des Distrikts Saphan Sung hat sieben Mitglieder, jedes Mitglied wird für vier Jahre gewählt. Die letzte Wahl war am 30. April 2006. Die Ergebnisse:
- Demokratische Partei – 7 Sitze